# Morti nel 1976/Luglio
| Questa pagina contiene informazioni ricavate automaticamente dalle voci biografiche con l'ausilio del template Bio e di un bot. L'aggiornamento è periodico e automatico e ricostruisce completamente la pagina. Se manca una persona in questa lista, sei pregato di non aggiungerla, ma accertati piuttosto che la sua voce biografica contenga il template Bio e che i dati anagrafici siano correttamente compilati. Se il template Bio manca, inseriscilo tu stesso o, in alternativa, metti l'avviso {{tmp\|Bio}} che ne segnala la mancanza. Se i dati riportati sono sbagliati, correggi direttamente la voce biografica; le modifiche saranno visibili in questa lista entro pochi giorni. Per chiarimenti vedi il progetto biografie. La lista contiene solo le 103 persone che sono citate nell'enciclopedia e per le quali è stato implementato correttamente il template Bio. Pagina aggiornata al 3 mar 2024. |

- 1º luglio - Allan Birnbaum, statistico statunitense (n. 1923)
- 1º luglio - Johnny Bryan, giocatore di football americano statunitense (n. 1897)
- 1º luglio - Anneliese Michel,  tedesca (n. 1952)
- 1º luglio - Zhang Wentian, politico cinese (n. 1900)
- 2 luglio - Angelo Costa, imprenditore italiano (n. 1901)
- 2 luglio - Caterina Marcenaro, storica dell'arte, museologa e funzionaria italiana (n. 1906)
- 3 luglio - Revol Samojlovič Bunin, compositore russo (n. 1924)
- 3 luglio - Alexander Lernet-Holenia, scrittore, drammaturgo e traduttore austriaco (n. 1897)
- 4 luglio - Wilfried Böse, terrorista tedesco (n. 1949)
- 4 luglio - Henri Eberhardt, canoista francese (n. 1913)
- 4 luglio - Yonatan Netanyahu, militare e scrittore israeliano (n. 1946)
- 5 luglio - Antoni Cierplikowski, parrucchiere polacco (n. 1884)
- 5 luglio - Anna Hübler, pattinatrice artistica su ghiaccio tedesca (n. 1885)
- 5 luglio - Anatolij Karanovič, regista sovietico (n. 1911)
- 5 luglio - Ray Kellogg, effettista e regista cinematografico statunitense (n. 1905)
- 5 luglio - Luigi Oscar Moroni, calciatore italiano (n. 1905)
- 5 luglio - Kevin O'Halloran, nuotatore australiano (n. 1937)
- 6 luglio - Silvio Branzi, giornalista, critico d'arte e scrittore italiano (n. 1899)
- 6 luglio - Giovanni Battista Melis, politico italiano (n. 1904)
- 6 luglio - Giuseppe Muscariello, politico, imprenditore e dirigente sportivo italiano (n. 1915)
- 6 luglio - Zhu De, politico e generale cinese (n. 1886)
- 7 luglio - Norman Foster, regista, attore e sceneggiatore statunitense (n. 1903)
- 7 luglio - Walter Giesler, calciatore e allenatore di calcio statunitense (n. 1910)
- 7 luglio - Gustav Heinemann, politico tedesco (n. 1899)
- 8 luglio - S. H. Foulkes, medico, psicologo e psicoanalista tedesco (n. 1898)
- 8 luglio - Gaston-Marie Jacquier, vescovo cattolico francese (n. 1904)
- 9 luglio - Arnold Gingrich, critico letterario e giornalista statunitense (n. 1903)
- 9 luglio - Albert Öijermark, calciatore svedese (n. 1900)
- 10 luglio - Vittorio Occorsio, magistrato italiano (n. 1929)
- 10 luglio - Alberto Rosselli, architetto e designer italiano (n. 1921)
- 10 luglio - Pietro Trespidi, progettista e imprenditore italiano (n. 1897)
- 11 luglio - León de Greiff, poeta e diplomatico colombiano (n. 1895)
- 11 luglio - Emilio Battista, ingegnere e politico italiano (n. 1903)
- 11 luglio - Giorgio Bellandi, pittore italiano (n. 1931)
- 11 luglio - François Charrière, vescovo cattolico svizzero (n. 1893)
- 12 luglio - Ettore Frattari, politico italiano (n. 1896)
- 12 luglio - James Wong Howe, direttore della fotografia cinese (n. 1899)
- 13 luglio - Max Butting, compositore tedesco (n. 1888)
- 13 luglio - William Hawi, politico e imprenditore libanese (n. 1908)
- 13 luglio - Herminio Martínez Álvarez, calciatore spagnolo (n. 1896)
- 13 luglio - Nikolaj Vladimirovič Ėkk, regista cinematografico sovietico (n. 1902)
- 14 luglio - Zivia Lubetkin, antifascista e scrittrice polacca (n. 1914)
- 14 luglio - Joachim Peiper, militare e ufficiale tedesco (n. 1915)
- 15 luglio - Ruggero Ferrario, pistard e ciclista su strada italiano (n. 1897)
- 15 luglio - James Germain Février, storico e filologo francese (n. 1895)
- 15 luglio - Paul Gallico, scrittore, giornalista e biografo statunitense (n. 1897)
- 15 luglio - Alma Pihl, designer finlandese (n. 1888)
- 15 luglio - Roberto Terracini, scultore italiano (n. 1900)
- 16 luglio - Fernand Canteloube, ciclista su strada francese (n. 1900)
- 16 luglio - Michail Janšin, attore sovietico (n. 1902)
- 16 luglio - Rodolfo Mondolfo, filosofo italiano (n. 1877)
- 16 luglio - Gehnäll Persson, cavaliere svedese (n. 1910)
- 16 luglio - Stanley Gerald Thompson, chimico statunitense (n. 1912)
- 17 luglio - Arthur Hornblow, produttore cinematografico statunitense (n. 1893)
- 17 luglio - Rina Morelli, attrice e doppiatrice italiana (n. 1908)
- 17 luglio - Mario Pisu, attore e doppiatore italiano (n. 1910)
- 18 luglio - Jan Koutný, ginnasta cecoslovacco (n. 1897)
- 19 luglio - Michele Borelli, allenatore di calcio e calciatore italiano (n. 1909)
- 19 luglio - Domenico Matteucci, tiratore a segno italiano (n. 1895)
- 19 luglio - Nicola Picella, funzionario italiano (n. 1911)
- 19 luglio - Gene Roth, attore statunitense (n. 1903)
- 19 luglio - Adolf von Bomhard, generale e politico tedesco (n. 1891)
- 20 luglio - Franco Gadotti, alpinista italiano (n. 1955)
- 20 luglio - Gaetano Parente, V principe di Castel Viscardo, nobile italiano (n. 1909)
- 21 luglio - Giuseppe Bonizzoni, allenatore di calcio e calciatore italiano (n. 1908)
- 21 luglio - Earle Combs, giocatore di baseball statunitense (n. 1899)
- 21 luglio - Viktor Kalisch, canoista austriaco (n. 1902)
- 21 luglio - Enzo Paci, filosofo italiano (n. 1911)
- 21 luglio - Gerhard Taschner, violinista e insegnante tedesco (n. 1922)
- 22 luglio - Adriano Baracco, giornalista, sceneggiatore e produttore cinematografico italiano (n. 1907)
- 22 luglio - Willie Evans, calciatore gallese (n. 1912)
- 22 luglio - Giovanni Guidi, politico italiano (n. 1903)
- 22 luglio - Louis Luguet, ciclista su strada francese (n. 1892)
- 22 luglio - Salvatore Mazzocco, compositore e paroliere italiano (n. 1915)
- 22 luglio - Mortimer Wheeler, archeologo britannico (n. 1890)
- 22 luglio - Rodolfo Zilli, scultore e pittore italiano (n. 1890)
- 23 luglio - Thomas Burn, calciatore inglese (n. 1888)
- 23 luglio - Vasiľ Hopko, vescovo cattolico slovacco (n. 1904)
- 23 luglio - Paul Morand, scrittore e diplomatico francese (n. 1888)
- 23 luglio - Martin Wickramasinghe, scrittore cingalese (n. 1890)
- 23 luglio - Wilhelmina von Bremen, velocista statunitense (n. 1909)
- 24 luglio - Afro Basaldella, pittore italiano (n. 1912)
- 24 luglio - Julius August Döpfner, cardinale e arcivescovo cattolico tedesco (n. 1913)
- 24 luglio - Leo Shuken, compositore statunitense (n. 1906)
- 25 luglio - Lode Craeybeckx, politico belga (n. 1897)
- 25 luglio - Harry Hayes, calciatore argentino (n. 1891)
- 25 luglio - John Slater, fisico e chimico statunitense (n. 1900)
- 26 luglio - Antonello Gerbi, storico e economista italiano (n. 1904)
- 26 luglio - Titta Madia, avvocato, politico e giornalista italiano (n. 1894)
- 26 luglio - Abram Matveevič Room, regista sovietico (n. 1894)
- 26 luglio - Theo Schönhöft, calciatore tedesco (n. 1932)
- 27 luglio - Georges-Ambroise Davy, sociologo francese (n. 1883)
- 28 luglio - Christian Ranucci, criminale francese (n. 1954)
- 28 luglio - Lucas Cornelius Steyn, politico sudafricano (n. 1903)
- 28 luglio - Charlotte Susa, attrice e cantante tedesca (n. 1898)
- 29 luglio - Mickey Cohen, mafioso statunitense (n. 1913)
- 29 luglio - André Pottier, ciclista su strada francese (n. 1882)
- 29 luglio - Nikifor Tarasovič Vasjanka, poeta, traduttore e giornalista sovietico (n. 1903)
- 30 luglio - Rudolf Bultmann, teologo tedesco (n. 1884)
- 30 luglio - Lan Ma, attore cinese (n. 1915)
- 30 luglio - Oreste Lizzadri, politico e sindacalista italiano (n. 1896)
- 30 luglio - Virgilio Spigai, ammiraglio italiano (n. 1907)
- 31 luglio - Giuseppe Bevione, giornalista e politico italiano (n. 1879)